# Copa dos Campeões Europeus da FIBA de 1976–77
A Copa dos Campeões Europeus da FIBA de 1976–77 foi a 20ª edição da principal competição europeia de clubes profissionais da Europa conhecida hoje como Euroliga. A final foi sediada no Pionir Hall em Belgrado na então Jugoslávia em 7 de abril de 1977. Na ocasião o Maccabi Tel Aviv venceu o Mobilgirgi Varèse por 78–71 alcançando seu primeiro título europeu. Esta foi a oitava final consecutiva da equipe de Varese. 

## Temporada regular
|  | A melhor equipe do grupo avança de fase |

|    | Team              | J | Pts | V | D | PF  | PA  | PD   |
| -- | ----------------- | - | --- | - | - | --- | --- | ---- |
| 1. | Mobilgirgi Varese | 6 | 11  | 5 | 1 | 539 | 458 | +81  |
| 2. | TuS 04 Leverkusen | 6 | 10  | 4 | 2 | 558 | 489 | +69  |
| 3. | Eczacıbaşı        | 6 | 9   | 3 | 3 | 484 | 528 | -44  |
| 4. | T71 Sanichaufer   | 6 | 6   | 0 | 6 | 402 | 508 | -106 |

|    | Team                    | J | Pts | V | D | PF  | PA  | PD   |
| -- | ----------------------- | - | --- | - | - | --- | --- | ---- |
| 1. | Real Madrid             | 6 | 12  | 6 | 0 | 763 | 499 | +264 |
| 2. | Sutton & Crystal Palace | 6 | 9   | 3 | 3 | 568 | 596 | -28  |
| 3. | Federale                | 6 | 9   | 3 | 3 | 639 | 652 | -13  |
| 4. | Sporting                | 6 | 6   | 0 | 6 | 517 | 740 | -223 |

|    | Team         | J | Pts | V | D | PF  | PA  | PD   |
| -- | ------------ | - | --- | - | - | --- | --- | ---- |
| 1. | CSKA Moscou  | 6 | 12  | 6 | 0 | 700 | 487 | +213 |
| 2. | Alvik        | 6 | 9   | 3 | 3 | 539 | 569 | -30  |
| 3. | Playhonka    | 6 | 8   | 2 | 4 | 472 | 556 | -85  |
| 4. | Wisła Kraków | 6 | 7   | 1 | 5 | 495 | 594 | -99  |

|    | Team                 | J | Pts | V | D | PF  | PA  | PD  |
| -- | -------------------- | - | --- | - | - | --- | --- | --- |
| 1. | Maes Pils            | 6 | 11  | 5 | 1 | 445 | 393 | +52 |
| 2. | ASPO Tours           | 6 | 9   | 3 | 3 | 553 | 540 | +13 |
| 3. | Shopping Centre Wien | 6 | 8   | 2 | 4 | 523 | 534 | -11 |
| 4. | Kinzo Amstelveen     | 6 | 8   | 2 | 4 | 488 | 542 | -54 |

|    | Team                   | J | Pts | V | D | PF  | PA  | PD  |
| -- | ---------------------- | - | --- | - | - | --- | --- | --- |
| 1. | Maccabi Elite Tel Aviv | 6 | 11  | 5 | 1 | 542 | 470 | +72 |
| 2. | Sinudyne Bologna       | 6 | 9   | 3 | 3 | 496 | 482 | +14 |
| 3. | Dinamo București       | 6 | 8   | 2 | 4 | 505 | 509 | -4  |
| 4. | Olympiacos             | 6 | 8   | 2 | 4 | 449 | 531 | -82 |

|    | Equipe                 | J | Pts | V | D | PF  | PA  | PD   |
| -- | ---------------------- | - | --- | - | - | --- | --- | ---- |
| 1. | Spartak-Zbrojovka Brno | 4 | 7   | 3 | 1 | 372 | 334 | +138 |
| 2. | Partizan               | 4 | 6   | 2 | 2 | 400 | 376 | +24  |
| 3. | Academic               | 4 | 5   | 1 | 3 | 336 | 398 | -62  |
| 4. | Al-Gezira*             | 0 | 0   | 0 | 0 | 0   | 0   | 0    |

## Grupo semifinal
|  | As duas melhores equipes passam para a final |

|    | Team                   | J  | Pts | V | D  | PF  | PA  | PD   |
| -- | ---------------------- | -- | --- | - | -- | --- | --- | ---- |
| 1. | Mobilgirgi Varese      | 10 | 17  | 7 | 3  | 871 | 788 | +83  |
| 2. | Maccabi Elite Tel Aviv | 10 | 16  | 6 | 4  | 698 | 699 | -1   |
| 3. | CSKA Moscou            | 10 | 16  | 6 | 4  | 869 | 788 | +81  |
| 4. | Real Madrid            | 10 | 16  | 6 | 4  | 998 | 936 | +62  |
| 5. | Maes Pils              | 10 | 15  | 5 | 5  | 743 | 839 | -96  |
| 6. | Spartak-Zbrojovka Brno | 10 | 10  | 0 | 10 | 740 | 869 | -129 |

## Final
Realizada em 7 de abril na Pionir Hall em Belgrado.
| Equipe 1          | Resultado | Equipe 2               |
| ----------------- | --------- | ---------------------- |
| Mobilgirgi Varese | 77–78     | Maccabi Elite Tel Aviv |

| Copa dos campeões europeus de 1976–77 Campeão |
| --------------------------------------------- |
| Maccabi Elite Tel Aviv 1º Título              |